# Spar (platform)

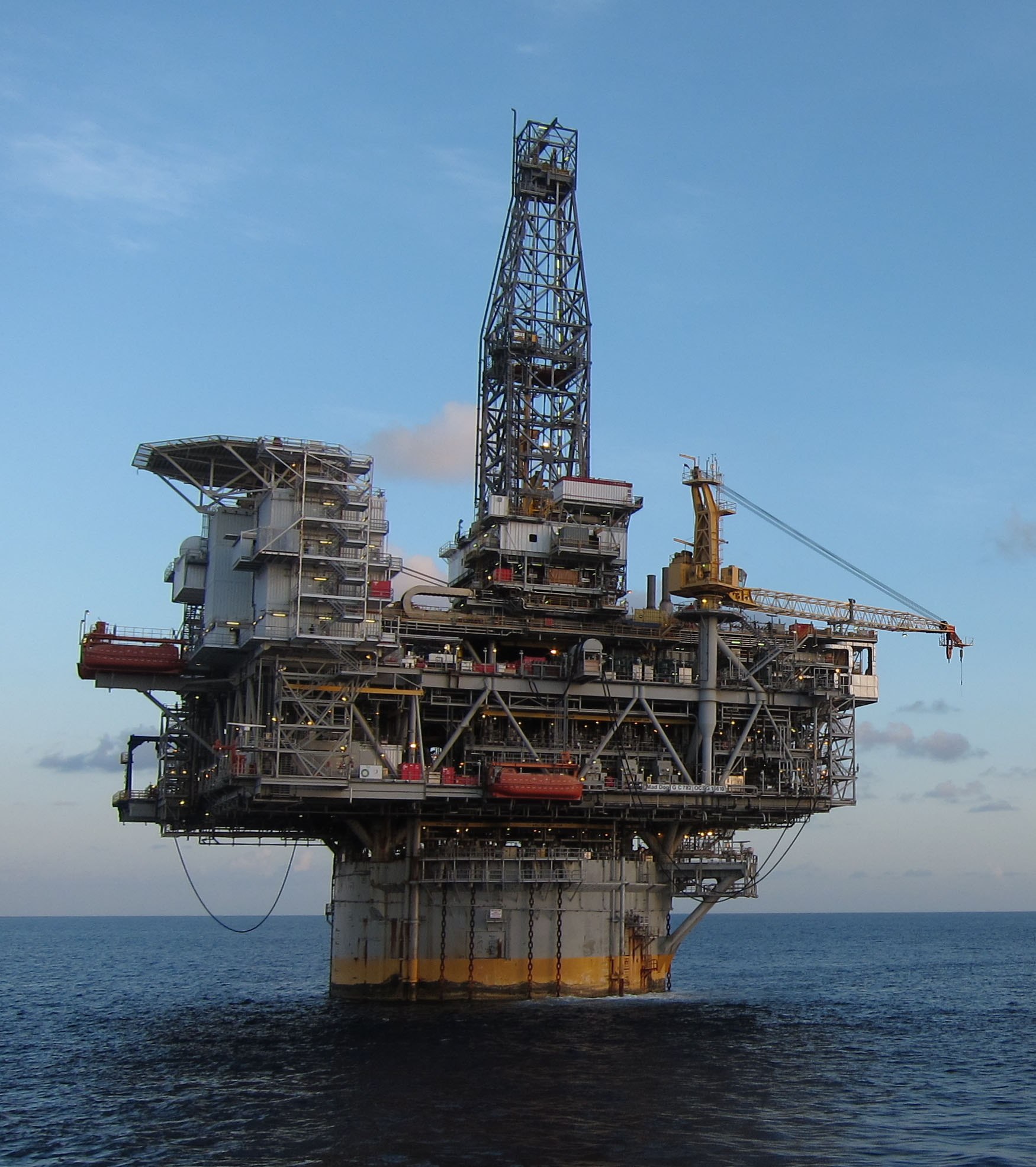
De Mad Dog-spar in de Golf van Mexico

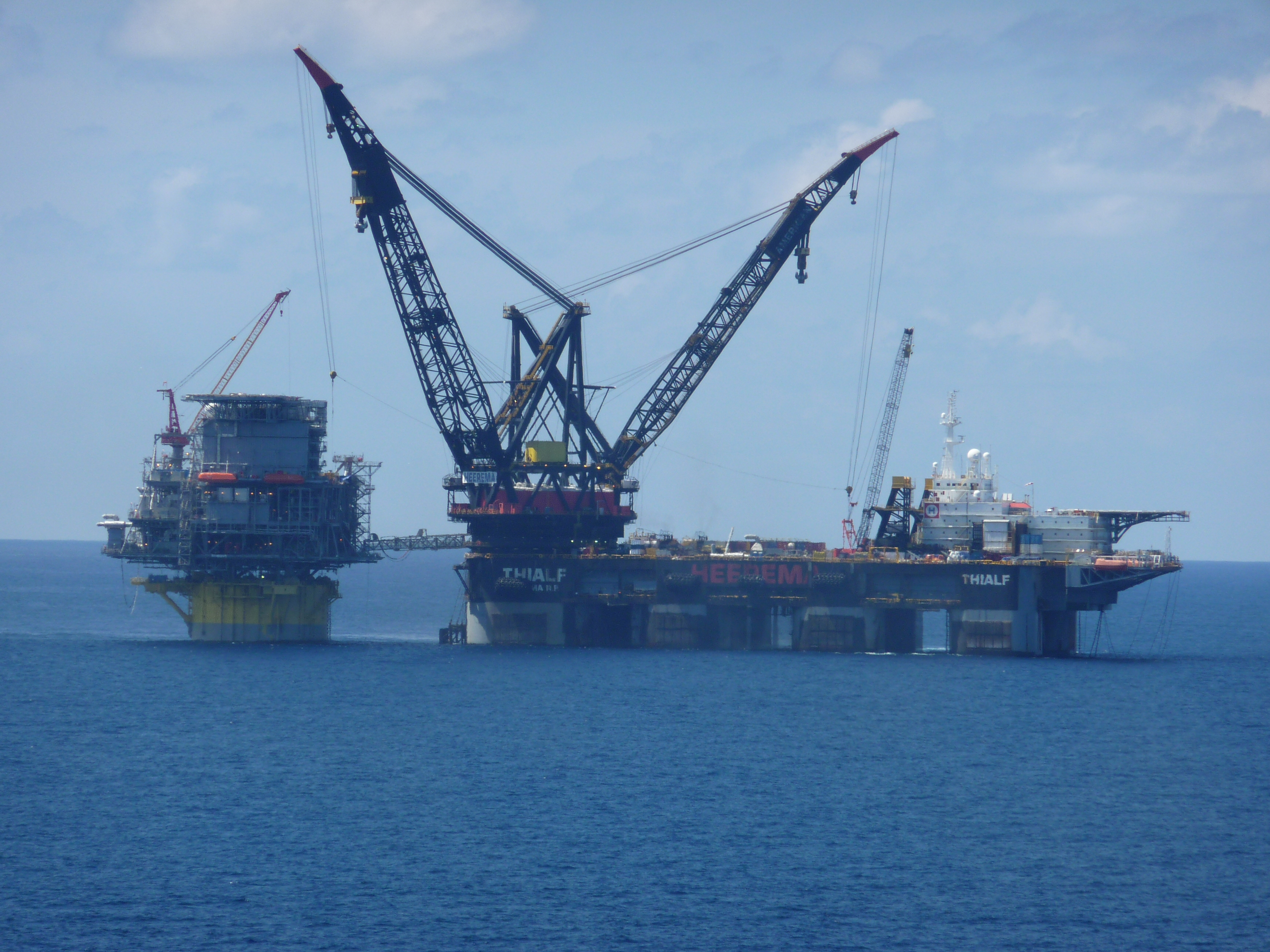
Kraanschip Thialf naast Perdido

Een spar (single point anchor reservoir) is een drijvend productieplatform dat wordt toegepast in diep water. De spar is een van de drijvende platforms die het mogelijk maken om op dieper water olie en gas te produceren dan mogelijk is met stalen onderstellen (jackets) of zelfs compliant towers. De andere drijvende platforms zijn het conventioneel afgemeerde halfafzinkbare productieplatform (semisubmersible production platform, semi), het tension-leg platform (TLP) en de FPSO.

## Kenmerken
Een sparplatform bestaat uit een verticale cilinder met een grote diameter met bovenop een dek. Op het dek staan de productie-installaties en de verblijven voor de bemanning. Het grootste deel van de spar zit onder water. Van de cilinder wordt het onderste deel gevuld met ballastmateriaal. Het materiaal is zwaarder dan water waardoor het zwaartepunt van het platform wordt verlaagd en dit zorgt voor stabiliteit. De spar wordt met kettingen en meerdraden die rondom zijn aangebracht verbonden aan in de zeebodem geplaatste paalankers of zuigankers (suction-piles).
De spar ligt in principe vast op een locatie, maar door de ankers aan te halen of te vieren, kan de spar kleine horizontale verplaatsingen doen. Dit biedt de mogelijkheid meerdere boorputten te slaan op een klein oppervlak. De kern van de cilinder is hol, waardoor geleiderpijpen (risers) met de boorstangen van het dek naar de zeebodem kunnen zakken. De bovenste helft van de spar kan verder gebruikt worden voor de tijdelijke opslag van aardolie dat opgehaald wordt met shuttletankers. Hier is ook ruimte om het niet gebruikte deel van de ankerkettingen op te slaan.
| schrikken (surge) | > 100   |
| verzetten (sway)  | > 100   |
| dompen (heave)    | 20 - 35 |
| slingeren (roll)  | 50 - 90 |
| stampen (pitch)   | 50 - 90 |
| gieren (yaw)      | > 100   |

De meeste golfperiodes van het golfspectrum liggen tussen de 4 en 6 seconde voor normale zeegang en tot 20-25 seconde voor deining, afhankelijk van het gebied. De eigenperiode voor bewegingen van spars ligt daarboven. Voor dompen (heave) ligt dit typisch tussen de 20 en 35 seconde, voor slingeren (roll) en stampen (pitch) tussen de 50 en 90 seconde en voor schrikken (surge), verzetten (sway) en gieren (yaw) boven de 100 seconde.

## Types
Er zijn drie versies van de spar.
- spar: de klassieke vorm is een geheel betonnen cilinder
- truss-spar: bij de truss spar is de onderste helft van de cilinder een stalen vakwerk met geheel onderaan een extra gewicht voor de stabiliteit. Het vakwerk is aan de onderkant van het betonnen deel bevestigd. Dit heeft als voordeel dat er minder materiaal wordt gebruikt en is dus goedkoper om te maken
- cel-spar: de cel spar heeft een grote centrale cilinder die omringd wordt door kleinere cilinders van wisselende lengte. Onderaan de cilinders zijn reservoirs voor het zware ballastmateriaal.

## Transport en installatie
Spars worden op hun zij gebouwd en getransporteerd. Na fabricage worden de spars veelal van de werf via een halfafzinkbaar schip vervoerd naar een haven in de buurt van de uiteindelijke locatie. Nadat het gelost is, wordt het met sleepboten naar locatie gebracht, waar de spar overeind wordt geballast. Daarna wordt het afgemeerd en wordt het dek (topside) er opgehesen. Afsluitend worden daarna pijpleidingen en umbilicals afgehangen.

## Inzet
Het gunstige zeegedrag van de spar was al geruime tijd bekend van boeien en in 1962 werd om die reden het onderzoeksvaartuig FLIP zo gebouwd dat het als spar kon opereren. Voor opslag werd in 1976 de Brent Spar in gebruik genomen als Floating Storage and Offloading Unit voor het Brentveld. Daarna bleef het concept geruime tijd ongebruikt, tot Deep Oil Technology (DOT), in 1967 opgericht door Fluor, het concept vanaf 1984 verder ontwikkelde onder leiding van Edward E. Horton. Het zou echter geruime tijd duren voordat dit aansloeg. In 1995 zetten Aker en McDermott Spars International Inc. (SII) op om samen te werken met DOT. Zij verkregen de eerste opdracht van Oryx en leverden in 1997 met Neptune de eerste spar die ook gebruikt werd voor olieproductie. Zo werden er drie klassieke spars opgeleverd tot in 2000 Aker en McDermott weer uit elkaar gingen, aangezien de oliemaatschappijen meer concurrentie wilden. De octrooien bleven eigendom van beiden via Spars International.
Aker zette daarop een aparte divisie op, Deep-water Company, waarmee het een nieuw concept ontwikkelde. Kerr-McGee, dat in 1999 Oryx had overgenomen, had voor de velden Nansen en Boomvang geen opslagcapaciteit nodig, zodat de spars niet uit een grote opslagtank hoefden te bestaan. In plaats daarvan bestond het uit een bovenste sectie die vrijwel het gehele drijfvermogen levert – de hard tank – een onderste sectie die drijfvermogen levert tijdens het slepen naar locatie voordat de spar overeind is geballast en die daarna de vaste ballast krijgt die de spar zijn grote stabiliteit geeft – de soft tank – en de tussensectie die het geheel bij elkaar houdt. Deze truss-spar werd voor Nansen en Boomvang uiteindelijk toch weer met McDermott uitgevoerd, dat ook zijn eigen divisie had gevormd met SparTEC.
Aker Maritime werd in 2001 overgenomen door Coflexip Stena Offshore (CSO) en vormde CSO Aker. CSO werd op zijn beurt overgenomen door Technip, dat daarmee het spar-concept verkreeg. Technip verkreeg zo ook Gulf Marine Fabricators waar veel van de dekken (topsides) voor de spars werden gebouwd. Gulf Marine Fabricators werd in 2005 overgenomen door Gulf Island Fabrication.
Voor het kleine Red Hawk-veld waren een conventionele spar en ook een truss-spar te duur. Geïnspireerd door de bouw van de suction piles voor de verankering van de spars bedacht Edward E. Horton daarop de cel-spar. Deze uit meerdere cilinders bestaande spar kan goedkoper gebouwd worden, doordat het staal hier gewalst wordt. Van dit ontwerp was Red Hawk het enige exemplaar tot in 2008 de productie werd gestopt en de spar in 2014 af werd gezonken, iets wat in de Verenigde Staten is toegestaan onder de Rigs-to-Reefs-wetgeving.
| #  | Veld           | Type       | Jaar | Operator           | Land                              | Ontwerp                                  | Werf                                            | Installatie                 | Waterdiepte |
| -- | -------------- | ---------- | ---- | ------------------ | --------------------------------- | ---------------------------------------- | ----------------------------------------------- | --------------------------- | ----------- |
| 1  | Brent          | Spar       | 1976 | Shell              | Verenigd Koninkrijk               |                                          | Wilton-Fijenoord/ IHC Gusto                     |                             | 141 m       |
| 2  | Neptune        | Spar       | 1997 | Oryx               | Golf van Mexico, Verenigde Staten | Deep Oil Technology, Spars International | Aker Rauma Offshore/ McDermott                  | McDermott                   | 588 m       |
| 3  | Genesis        | Spar       | 1999 | Chevron            | Golf van Mexico, Verenigde Staten | Deep Oil Technology, Spars International | Aker Rauma Offshore/ McDermott                  | McDermott                   | 792 m       |
| 4  | Hoover/ Diana  | Spar       | 2000 | Exxon              | Golf van Mexico, Verenigde Staten | Deep Oil Technology, Spars International | Aker Rauma Offshore/ Brown & Root               | Saipem                      | 1463 m      |
| 5  | Nansen         | Truss-spar | 2002 | Kerr-McGee         | Golf van Mexico, Verenigde Staten | Deep Oil Technology, Spars International | Aker Rauma Offshore/ McDermott Morgan City      | McDermott                   | 1121 m      |
| 6  | Boomvang       | Truss-spar | 2002 | Kerr-McGee         | Golf van Mexico, Verenigde Staten | Deep Oil Technology, Spars International | Aker Rauma Offshore/ McDermott Morgan City      | McDermott/ Heerema          | 1053 m      |
| 7  | Horn Mountain  | Truss-spar | 2002 | Vastar             | Golf van Mexico, Verenigde Staten | CSO Aker                                 | Technip Rauma Offshore/ Gulf Marine Fabricators | Heerema                     | 1653 m      |
| 8  | Medusa         | Truss-spar | 2003 | Murphy             | Golf van Mexico, Verenigde Staten | McDermott SparTEC                        | McDermott Jebel Ali/ Veracruz                   | McDermott                   | 678 m       |
| 9  | Gunnison       | Truss-spar | 2003 | Kerr-McGee         | Golf van Mexico, Verenigde Staten | Technip                                  | Technip Rauma Offshore/ Gulf Island Fabrication | Heerema                     | 960 m       |
| 10 | Devil's Tower  | Truss-spar | 2004 | Dominion/ Williams | Golf van Mexico, Verenigde Staten | McDermott SparTEC                        | McDermott Batam/ Veracruz                       | McDermott                   | 1710 m      |
| 11 | Red Hawk       | Cel-spar   | 2004 | Kerr-McGee         | Golf van Mexico, Verenigde Staten | Technip                                  | Gulf Marine Fabricators                         | Technip/ Heerema            | 1616 m      |
| 12 | Front Runner   | Truss-spar | 2004 | Murphy             | Golf van Mexico, Verenigde Staten | McDermott SparTEC                        | McDermott Jebel Ali/ Gulf Island Fabrication    | McDermott                   | 1015 m      |
| 13 | Holstein       | Truss-spar | 2004 | BP                 | Golf van Mexico, Verenigde Staten | Technip                                  | Technip Rauma Offshore/ McDermott Morgan City   | Heerema                     | 1324 m      |
| 14 | Mad Dog        | Truss-spar | 2005 | BP                 | Golf van Mexico, Verenigde Staten | Technip                                  | Technip Rauma Offshore/ McDermott Morgan City   | Heerema                     | 1348 m      |
| 15 | Constitution   | Truss-spar | 2006 | Kerr-McGee         | Golf van Mexico, Verenigde Staten | Technip                                  | Technip Rauma Offshore/ Gulf Island Fabrication | Heerema                     | 1515 m      |
| 16 | Kikeh          | Truss-spar | 2007 | Murphy             | Maleisië                          | Technip                                  | Malaysia Shipyard and Engineering               | Technip                     | 1330 m      |
| 17 | Tahiti         | Truss-spar | 2009 | Chevron            | Golf van Mexico, Verenigde Staten | Technip                                  | Technip Rauma Offshore/ Gulf Island Fabrication | Heerema                     | 1250 m      |
| 18 | Perdido        | Truss-spar | 2010 | Shell              | Golf van Mexico, Verenigde Staten | Technip                                  | Technip Rauma Offshore/ Kiewit                  | Heerema                     | 2383 m      |
| 19 | Titan          | MinDOC     | 2010 | ATP                | Golf van Mexico, Verenigde Staten | Bennett                                  | Gulf Island Fabrication                         | McDermott                   | 1220 m      |
| 20 | Tubular Bells  | Spar       | 2014 | Hess/ Williams     | Golf van Mexico, Verenigde Staten | Williams                                 | Gulf Island Fabrication                         | Heerema/ Saipem             | 1311 m      |
| 21 | Lucius         | Truss-spar | 2015 | Anadarko           | Golf van Mexico, Verenigde Staten | Technip                                  | Technip Rauma Offshore/ Kiewit                  | Heerema                     | 2165 m      |
| 22 | Heidelberg     | Truss-spar | 2016 | Anadarko           | Golf van Mexico, Verenigde Staten | Technip                                  | Technip Rauma Offshore/ Kiewit                  | Heerema                     | 1616 m      |
| 23 | Aasta Hansteen | Truss-spar | 2018 | Statoil            | Noorwegen                         | Technip                                  | Hyundai                                         | Technip/ Boskalis/ Subsea 7 | 1300 m      |